# Реморія

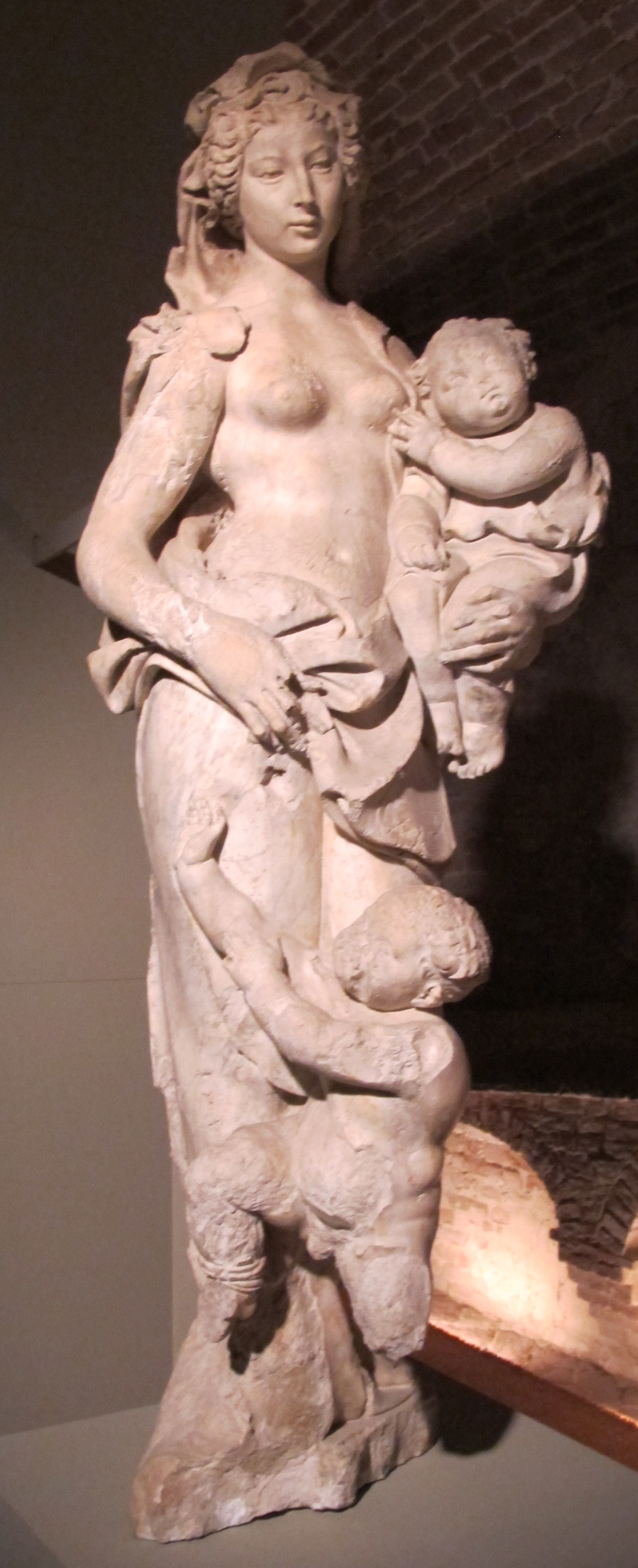
Статуя Акки Ларентії з Ромулом і Ремом на руках

Реморія (лат. Remoria) — місце, яке, згідно з римською міфологією, пов'язане з легендарним заснуванням Риму братами Ромулом і Ремом. За легендою, саме там Рем побачив шістьох птахів і вирішив заснувати місто. Також це місце, де він був похований після того, як Ромул убив брата під час суперечки.

## Місцезнаходження
У римських історичних джерелах дають дещо сумнівну інформацію про точне місцезнаходження Реморії. У той час як деякі джерела  розміщують її на місці церкви Санта-Бальбіна на Авентині, інші  — на пагорбі біля Тибру, на відстані 5 римських миль (30 стадіїв) вниз за течією до Палатину. Плутарх вважав, що вершина Авентину є місцем поховання Рема і так званим аугуракулом (auguraculum), храмомо без даху. Філософ називає її Ремоніоном (Ρεμώνιον) або Ремонією (Ρεμώνια), зазначаючи при цьому, що в той час вона мала іншу назву - Рінгаріон (Ριγνάριον).  Пізніші покоління істориків використовували літературні й археологічні дані, щоб створити гіпотезу, згідно з якою Реморія знаходиться на лівому березі Тибру, північніше до міста. Досліджуючи стіни Риму, археологи Антоніо Ніббі та Вільям Гелл розмістили це місце поблизу Базиліки Святого Павла за мурами в десятому кварталі Риму Остієнсе.
У 2003 році, археолог та історик Філіппо Коареллі зазначав, що легендарні постаті Ромула й Рема, які вперше з'явилися в історичних джерелах не раніше ніж у IV століття до н.е., були замінені більш раннім міфом про заснування Риму ларами - дванадцятьма синами Акки Ларентії (етимологічно, Мати ларів), годувальниці Ромула й Рема. Рем представляв населення римського плебею, це пояснює його зв'язок з Авентином, де плебеї організували сецесію в 449 році до н.е. Поєднуючи образне розташування Реморії в місці, пов'язаному з плебеями, та розташування на відстані 5 миль від стародавнього міста на березі Тибру, Коареллі стверджує, що Реморія знаходиться у священному гаю богині Деа Дії поблизу Вії Кампани - однієї з головних доріг Римської імперії. У період Римського царства та ранньої республіки гай був важливим місцем для обрядів за участі гаруспіків під опікою Арвальських братів - колегії жерців. Вона веде своє походження від Ромула та синів Акки Ларентії. З цієї точки зору Ромул і Рем утворюють дихотомію між Урбсом - містом, де домінували патриції та Арвою - селом, де домінували плебеї.